# Conni Marie Brazelton
Conni Marie Brazelton (Waukegan, 28 juni 1955) is een Amerikaanse actrice.
Brazelton werd bekend door haar rol als verpleegster Connie Oligario in de televisieserie ER waar zij in 113 afleveringen speelde (1994-2003).

## Biografie
Brazelton werd geboren in Waukegan waar zij de highschool doorliep aan de Waukegan High School. Hierna studeerde zij af in drama aan de Southern Illinois University in Carbondale (Illinois). Na haar studie verhuisde zij naar New York en daarna naar Los Angeles voor haar acteercarrière.
Brazelton is vanaf 1991 getrouwd en heeft een dochter. Naast het acteren is zij ook mede-eigenaresse, samen met CCH Pounder, van een juwelenzaak.

## Filmografie

### Films
Uitgezonderd korte films.
- 2016 Losing in Love - als Nanna
- 2008 Faled Memories – als verpleegster Stella
- 2006 Bring It On: All or Nothing – als Mrs. Webster
- 2004 Woman Thou Art Loosed – als Delores
- 1998 Soldier – als Eva
- 1997 Dog Watch – als Mrs. Johnson
- 1996 She Cried No – als administrateur
- 1991 The People Under the Stairs – als Mary
- 1991 Dangerous Women – als Lorraine Webb
- 1991 Line of Fire: The Morris Dees Story – als verslaggeefster
- 1987 Nuts – als rechtbank medewerkster
- 1987 Hollywood Shuffle – als hoer / mooie vrouw
- 1984 Joy of Sex – als Allison
- 1981 Twirl – als Vanessa Watkins
- 1980 Snow White Live – als danseres

### Televisieseries
Uitgezonderd eenmalige gastoptredens.
- 2009-2012 Private Practice – als rechter Hansen – 3 afl.
- 2008-2009 Raising the Bar – als klerk – 2 afl.
- 2006 Without a Trace – als medisch onderzoekster Ray – 5 afl.
- 1994-2003 ER – als verpleegster Connie Oligario – 113 afl.
- 1994 Roc – als verslaggeefster – 2 afl.